# Universel anæstesi
Universel anæstesi (græsk: anaisthesia, an-: ikke, aisthesis: følelse: følelsesløshed) eller Narkose er den bedøvelse der går forud for og fortsætter under en operation. Der anvendes forskellige metoder afhængigt af patientens alder, øvrige sygdomme samt af indgrebets størrelse og hvor på kroppen. 
Narkose kan gives intravenøst gennem et drop eller tilføres luftvejene som gasarter. Hvis der anvendes gasarter, er det mest almindeligt at udføre intubation – det vil sige nedførelse af et rør i luftrøret til kontrol af luftvejen og for at mindske forurening med gasarterne. I nogle tilfælde, for eksempel ved større indgreb, kombineres fuld narkose ofte med lokalbedøvelse (lokal analgesi, regional anæstesi) i form af en blokade. Arbejdet udføres ofte af en læge og en narkosesygeplejerske i samarbejde. 
Narkose kan deles i tre afsnit:
- En vurdering før operationen af patientens almene helbred, tidligere sygdomme og reaktion på narkose. Den for ham mest velegnede narkoseform samt eventuelle tiltag før, under og efter operation, der kan optimere situationen med henblik på at gøre prognosen bedst mulig bestemmes. Herunder hører præmedicinering og patientens daglige medikamenters indflydelse på narkosen – herunder også naturmedicin.
- Selve narkosen under operationen. En uundværlig del af narkosen er monitoreringen, det vil sige overvågningen af blodtrykket, hjerterytmen, blodets iltning og flere andre faktorer.
- Behandlingen umiddelbart efter operationen – opvågningsfasen. Her er smertebehandlingen vigtig.

## Narkosemidler
Der anvendes flere hovedgrupper af narkosemidler:
1. Midler der forårsager bevidstløshed (anæstetika, hypnotika)
  1. Gasarter (eller fordampede væsker)
    1. Kvælstofforilte (lattergas)
    2. Æter
    3. Kloroform
    4. Halotan
    5. Enfluran
    6. Isofluran
    7. Sevofluran
    8. Desfluran
    9. Metoxyfluran

  2. Intravenøse
    1. Barbiturater
      1. Thiopental

    2. Benzodiazepiner
    3. Propofol
    4. Ketamin
    5. Hypnomidat
2. Midler der fjerner smerter 
  1. (analgetika)
    1. Stærke
      1. Opioider (morfinlignende stoffer) 
        1. Morfin
        2. Fentanyl
        3. Alfentanil
        4. Remifentanil

    2. Svage
      1. Paracetamol
      2. NSAID

  2. (lokalanalgetika)
    1. Estere
      1. Tetrakain

    2. Amider

  3. Andre
    1. Ketamin
3. Midler der afslapper muskler og forhindrer uønskede reflekser (relaxantia)
  1. Depolariserende relaxantia
  2. Non-depolariserende relaxantia(kurarelignende (pilegift))
4. Hjælpestoffer
  1. Sympatomimetika
    1. Adrenalin
    2. Noradrenalin
    3. Dopamin
    4. Dobutamin
    5. Efedrin
    6. Metaoxedrin

  2. Antikolinergika
    1. Atropin

  3. Antihistaminer
  4. Antidoter
    1. Nalorfin
    2. Naloxon
    3. Neostigmin

  5. Midler mod kvalme og opkastning